# Kombattini
I Ninja Kombattini sono una serie di staction figure (action figure statiche) da collezione, alte poche centimetri (4-5 centimetri) venduta in Italia dalla GiG tra Il 1989 e i primi anni novanta. Erano ispirati ad altri pupazzetti di Gomma come gli Exogini, i Monster in my pocket, i Mini Boglins e i Paciocchini). Divennero all'epoca piuttosto popolari, soprattutto grazie ad una estesa campagna pubblicitaria televisiva.
Si tratta di formiche antropomorfe con equipaggiamento da soldato, di colore diverso: verde acqua metallizzato, rosa metallizzato, grigio metallizzato, nero, trasparente e bianco metallizzato. Erano venduti in bustine singole contenenti un solo Kombattino, in secchielli con varie figure o in vari tipi di piramidi di cartoncino contenenti numerose unità.
Ogni formica soldato possiede un accessorio, nella maggior parte dei casi un'arma, ed è dotato di un "addome" intercambiabile trasparente (colmo di glitter vari), solitamente chiamato "ampolla della forza".
I Kombattini sono arrivati in Italia e anche nel resto d'Europa (in Francia per esempio hanno preso il nome di "Termitors") sul modello degli americani Army Ants.
Gli Army Ants furono commercializzati negli Stati Uniti alla fine degli anni '80. Questi ultimi sono quasi identici ai nostri Kombattini tranne per i dettagli colorati, la trasparenza dell'ampolla e i brillantini in essa. Gli Army Ants si dividono in due eserciti: quello arancione capitanato dal Generale Patant, e quello blu capitanato dal Generale Mc-Anther.
Nonostante i Kombattini abbiano una colorazione a caso tra le varie possibili, si può facilmente riconoscere da quale esercito degli Army Ants essi derivino dal momento che i membri dell'esercito arancione hanno la testa a punta, le antenne aderenti al capo e quattro braccia, mentre i membri dell'esercito blu hanno la testa rotonda, due sole braccia, un grosso naso ovale e i denti aguzzi.
Sul catalogo era presente questa introduzione alle figure:
I Kombattini mettono tutte le loro capacità al servizio del divertimento più sfrenato. Brutti ma buoni, fanno trionfare il bene navigando in un mare di guai. Non c' è impresa impossibile per questi agitati guerrieri super armati! Il segreto dei Kombattini è tutto nell'Ampolla della Forza che portano sempre con sé e da cui si spriogionano tante stelline di esplosiva energia e divertimento!»
In Italia il personaggio più famoso (perché nominato nella pubblicità televisiva) era Tromba il Bomba.
Ai tempi venne addirittura commercializzato uno zaino per la scuola.

## Nomi dei Kombattini
Alcuni dei nomi italiani dei Kombattini sono la storpiatura di nomi di personaggi all'epoca famosi, nell'elenco seguente indicati tra parentesi.
- Achille ne vale mille (Achille Occhetto)
- Albertone il Talpone (Alberto Sordi)
- Andreotto il Poliziotto (Giulio Andreotti)
- Arnaldo il Testardo (Arnaldo Forlani)
- Benigno il Commando (Roberto Benigni)
- Benna il Posamine (Ayrton Senna)
- Baresotto il Giovanotto (Franco Baresi)
- Bettone il Cannone (Bettino Craxi)
- Bialli il Missilista (Gianluca Vialli)
- Bizzul il Supersonico (Bruno Pizzul)
- Bullit il Mortaio (Ruud Gullit)
- Dieguito il Bazookista (Diego Armando Maradona)
- Eros il Valoroso (Eros Ramazzotti)
- Giovannino lo Spadaccino (Giovanni Falcone)
- Giovannone lo Spadone  (Giovanni Spadolini)
- Giulietto il Mitraglietto (Giulio Andreotti)
- Grugno il Maligno (Gianni Bugno)
- Guerlusca il Guastatore (Silvio Berlusconi)
- Jerry la Spia (Jerry Calà)
- Jovano il Moltomobile (Jovanotti)
- Lo Brutto il Saccheggiatore (Rosario Lo Bello)
- Lorello il Cervello (Lorella Cuccarini)
- Matarello il Generale (Sergio Mattarella)
- Martello il Bello (Claudio Martelli)
- Mike il Bersagliere (Mike Bongiorno)
- Menegone il Missilone (Dino Meneghin)
- Minorca l'Occhio di lince (Enzo Maiorca)
- Pippo il Pirotecnico (Pippo Baudo)
- Prostino il Radioattivo (Alain Prost)
- Sandrocchio il Bellocchio (Sandra Milo)
- Sbagg il Bombardiere
- Sbarbi la Bombetta (Vittorio Sgarbi)
- Sboldi il Sergentone (Massimo Boldi)
- Sostanzo il Corsaro (Maurizio Costanzo)
- Tanfi il Tremendone (Lino Banfi)
- Toto l'Intrepido (Totò o Salvatore Schillaci)
- Tromba il Bomba (Alberto Tomba)
- Van Basta il Tosto (Marco van Basten)
- Vicignini il Rapace (Azeglio Vicini)
- Zengolo il Mitragliere (Walter Zenga)